# موش صحرایی بزرگ تنریف
موش صحرایی بزرگ تنریف (نام علمی: Canariomys bravoi) نام یک گونه از تیره موشان است.